# Olympische Winterspiele 1992/Ski Alpin
Bei den XVI. Olympischen Spielen 1992 in Albertville fanden zehn Wettbewerbe im Alpinen Skisport statt. Austragungsorte waren Val-d’Isère, Méribel und Les Menuires.

## Bilanz

### Medaillenspiegel
| Platz | Land               | Gold | Silber | Bronze | Gesamt |
| ----- | ------------------ | ---- | ------ | ------ | ------ |
| 1     | Österreich         | 3    | 2      | 3      | 8      |
| 2     | Italien            | 3    | 2      | –      | 5      |
| 3     | Norwegen           | 2    | –      | 2      | 4      |
| 4     | Kanada             | 1    | –      | –      | 1      |
| 4     | Schweden           | 1    | –      | –      | 1      |
| 6     | Frankreich         | –    | 2      | 1      | 3      |
| 7     | Luxemburg          | –    | 2      | –      | 2      |
| 7     | Vereinigte Staaten | –    | 2      | –      | 2      |
| 9     | Neuseeland         | –    | 1      | –      | 1      |
| 10    | Deutschland        | –    | –      | 1      | 1      |
| 10    | Schweiz            | –    | –      | 1      | 1      |
| 10    | Spanien            | –    | –      | 1      | 1      |

### Medaillengewinner
| Konkurrenz   | Gold                 | Silber            | Bronze              |
| ------------ | -------------------- | ----------------- | ------------------- |
| Abfahrt      | Patrick Ortlieb      | Franck Piccard    | Günther Mader       |
| Super-G      | Kjetil André Aamodt  | Marc Girardelli   | Jan Einar Thorsen   |
| Riesenslalom | Alberto Tomba        | Marc Girardelli   | Kjetil André Aamodt |
| Slalom       | Finn Christian Jagge | Alberto Tomba     | Michael Tritscher   |
| Kombination  | Josef Polig          | Gianfranco Martin | Steve Locher        |

| Konkurrenz   | Gold               | Silber                                | Bronze                 |
| ------------ | ------------------ | ------------------------------------- | ---------------------- |
| Abfahrt      | Kerrin Lee-Gartner | Hilary Lindh                          | Veronika Wallinger     |
| Super-G      | Deborah Compagnoni | Carole Merle                          | Katja Seizinger        |
| Riesenslalom | Pernilla Wiberg    | Anita Wachter Diann Roffe-Steinrotter |                        |
| Slalom       | Petra Kronberger   | Annelise Coberger                     | Blanca Fernández Ochoa |
| Kombination  | Petra Kronberger   | Anita Wachter                         | Florence Masnada       |

## Männer

### Abfahrt
| Platz | Land | Sportler          | Zeit (min) |
| ----- | ---- | ----------------- | ---------- |
| 1     | AUT  | Patrick Ortlieb   | 1:50,37    |
| 2     | FRA  | Franck Piccard    | 1:50,42    |
| 3     | AUT  | Günther Mader     | 1:50,47    |
| 4     | GER  | Markus Wasmeier   | 1:50,62    |
| 5     | NOR  | Jan Einar Thorsen | 1:50,79    |
| 6     | SUI  | Franz Heinzer     | 1:51,39    |
| 7     | GER  | Hansjörg Tauscher | 1:51,49    |
| 8     | NOR  | Lasse Arnesen     | 1:51,63    |
| 9     | USA  | AJ Kitt           | 1:51,98    |
| 10    | ITA  | Franco Colturi    | 1:52,07    |
|       |      |                   |            |
| 13    | SUI  | Daniel Mahrer     | 1:52,39    |
| 15    | SUI  | Xavier Gigandet   | 1:52,50    |
| 17    | AUT  | Helmut Höflehner  | 1:53,10    |
| 19    | GER  | Berni Huber       | 1:53,38    |

Datum: 9. Februar, 12:15 Uhr

Piste: La face de Bellevarde, Val-d’Isère

Start: 2809 m, Ziel: 1836 m

Höhendifferenz: 973 m, Streckenlänge: 3048 m

Tore: 42
55 Teilnehmer, davon 45 in der Wertung. Ausgeschieden u. a.: Paul Accola (SUI), Markus Foser (LIE), Marc Girardelli (LUX), Leonhard Stock (AUT).

### Super-G
| Platz | Land | Sportler              | Zeit (min) |
| ----- | ---- | --------------------- | ---------- |
| 1     | NOR  | Kjetil André Aamodt   | 1:13,04    |
| 2     | LUX  | Marc Girardelli       | 1:13,77    |
| 3     | NOR  | Jan Einar Thorsen     | 1:13,83    |
| 4     | NOR  | Ole Kristian Furuseth | 1:13,87    |
| 5     | ITA  | Josef Polig           | 1:13,88    |
| 6     | SUI  | Marco Hangl           | 1:13,90    |
| 7     | AUT  | Günther Mader         | 1:14,08    |
| 8     | NOR  | Tom Stiansen          | 1:14,51    |
| 9     | GER  | Markus Wasmeier       | 1:14,58    |
| 10    | SUI  | Paul Accola           | 1:14,60    |
|       |      |                       |            |
| 14    | SUI  | Urs Kälin             | 1:15,22    |
| 15    | AUT  | Rainer Salzgeber      | 1:15,31    |
| 18    | AUT  | Patrick Ortlieb       | 1:15,66    |
| 21    | GER  | Hansjörg Tauscher     | 1:15,98    |
| 24    | AUT  | Hubert Strolz         | 1:16,36    |
| 26    | LIE  | Günther Marxer        | 1:16,48    |
| 31    | GER  | Berni Huber           | 1:16,78    |
| 36    | LIE  | Marco Büchel          | 1:17,25    |

Datum: 16. Februar, 12:15 Uhr

Piste: La face de Bellevarde, Val-d’Isère

Start: 2371 m, Ziel: 1836 m

Höhendifferenz: 535 m, Streckenlänge: 1650 m

Tore: 39
118 Teilnehmer, davon 93 in der Wertung. Ausgeschieden u. a.: Franz Heinzer (SUI), Franck Piccard (FRA), Achim Vogt (LIE).

### Riesenslalom
| Platz | Land | Sportler              | Zeit (min) |
| ----- | ---- | --------------------- | ---------- |
| 1     | ITA  | Alberto Tomba         | 2:06,98    |
| 2     | LUX  | Marc Girardelli       | 2:07,30    |
| 3     | NOR  | Kjetil André Aamodt   | 2:07,82    |
| 4     | SUI  | Paul Accola           | 2:08,02    |
| 5     | NOR  | Ole Kristian Furuseth | 2:08,16    |
| 6     | AUT  | Günther Mader         | 2:08,80    |
| 7     | AUT  | Rainer Salzgeber      | 2:08,83    |
| 8     | SWE  | Fredrik Nyberg        | 2:08,90    |
| 9     | ITA  | Josef Polig           | 2:09,45    |
| 9     | AUT  | Hubert Strolz         | 2:09,45    |
| 11    | SUI  | Hans Pieren           | 2:09,57    |
| 12    | AUT  | Christian Mayer       | 2:10,06    |
| 13    | SUI  | Michael von Grünigen  | 2:10,67    |
|       |      |                       |            |
| 15    | LIE  | Günther Marxer        | 2:11,15    |
| 26    | LIE  | Achim Vogt            | 2:14,70    |

Datum: 18. Februar, 10:00 Uhr (1. Lauf), 14:00 Uhr (2. Lauf)

Piste: La face de Bellevarde, Val-d’Isère

Start: 2220 m, Ziel: 1836 m

Höhendifferenz: 384 m, Streckenlänge: 1135 m

Tore: 47 (1. Lauf), 47 (2. Lauf)
131 Teilnehmer, davon 91 in der Wertung. Ausgeschieden u. a.: Marco Büchel (LIE), Markus Wasmeier (GER), Patrick Holzer (ITA), Lasse Kjus, Didrik Marksten (beide NOR) (alle 1. Lauf); Armin Bittner (GER), Steve Locher (SUI), Johan Wallner (SWE) (alle 2. Lauf); Disqu. 2. Lauf: Peter Roth (GER)

### Slalom
| Platz | Land | Sportler             | Zeit (min) |
| ----- | ---- | -------------------- | ---------- |
| 1     | NOR  | Finn Christian Jagge | 1:44,39    |
| 2     | ITA  | Alberto Tomba        | 1:44,67    |
| 3     | AUT  | Michael Tritscher    | 1:44,85    |
| 4     | SUI  | Patrick Staub        | 1:45,44    |
| 5     | SWE  | Thomas Fogdö         | 1:45,48    |
| 6     | SUI  | Paul Accola          | 1:45,62    |
| 7     | SUI  | Michael von Grünigen | 1:46,42    |
| 8     | SWE  | Jonas Nilsson        | 1:46,57    |
| 9     | AUT  | Thomas Stangassinger | 1:46,65    |
| 10    | USA  | Matthew Grosjean     | 1:46,94    |
|       |      |                      |            |
| 13    | AUT  | Hubert Strolz        | 1:47,79    |
| 15    | AUT  | Bernhard Gstrein     | 1:48,26    |
| 16    | GER  | Peter Roth           | 1:48,75    |

Datum: 22. Februar, 10:00 Uhr (1. Lauf), 14:00 Uhr (2. Lauf)

Piste: „Stade de Slalom“, Les Menuires

Start: 2070 m, Ziel: 1850 m

Höhendifferenz: 220 m, Streckenlänge: 626 m

Tore: 65 (1. Lauf), 63 (2. Lauf)
119 Teilnehmer, davon 65 in der Wertung. Ausgeschieden u. a.: Kjetil André Aamodt (NOR), Armin Bittner (GER), Ole Kristian Furuseth (NOR), Marc Girardelli (LUX), Kiminobu Kimura (JPN), Steve Locher (SUI).

### Kombination
| Platz | Land | Sportler              | Pkt. A      | Pkt. S       | Pkt. Total |
| ----- | ---- | --------------------- | ----------- | ------------ | ---------- |
| 1     | ITA  | Josef Polig           | 08,26 (6.)  | 06,32 (5.)   | 014,58     |
| 2     | ITA  | Gianfranco Martin     | 05,20 (2.)  | 09,70 (7.)   | 014,90     |
| 3     | SUI  | Steve Locher          | 15,90 (12.) | 02,62 (2.)   | 018,16     |
| 4     | FRA  | Jean-Luc Crétier      | 13,05 (5.)  | 05,92 (4.)   | 018,97     |
| 5     | GER  | Markus Wasmeier       | 09,58 (7.)  | 023,19 (13.) | 032,77     |
| 6     | ITA  | Kristian Ghedina      | 17,13 (15.) | 021,83 (11.) | 038,96     |
| 7     | NOR  | Ole Kristian Furuseth | 40,47 (31.) | 00,00 (1.)   | 040,47     |
| 8     | SUI  | Xavier Gigandet       | 06,52 (4.)  | 034,69 (15.) | 041,21     |
| 9     | JPN  | Takuya Ishioka        | 44,04 (35.) | 07,79 (6.)   | 051,83     |
| 10    | NOR  | Lasse Arnesen         | 18,76 (17.) | 033,17 (14.) | 051,93     |
|       |      |                       |             |              |            |
| 21    | SUI  | Paul Accola           | 07,75 (5.)  | 083,21 (26.) | 090,96     |
| 24    | LIE  | Daniel Vogt           | 40,77 (32.) | 072,15 (23.) | 112,92     |
| 29    | LIE  | Markus Foser          | 42,30 (33.) | 104,59 (30.) | 146,89     |
| 30    | LIE  | Achim Vogt            | 21,61 (19.) | 151,30 (36.) | 172,91     |

Datum: 10. Februar, 12:15 Uhr (Abfahrt)
11. Februar, 10:00 Uhr / 14:00 Uhr (Slalom)
Abfahrtsstrecke: La face de Bellevarde, Val-d’Isère

Start: 2680 m, Ziel: 1836 m

Höhendifferenz: 844 m, Streckenlänge: 2638 m

Tore: 37
Slalomstrecke: La face de Bellevarde, Val-d’Isère

Start: 2040 m, Ziel: 1836 m

Höhendifferenz: 204 m

Tore: 56 (1. Lauf), 55 (2. Lauf)
Weder Polig noch Martin erreichten im Weltcup je eine Podiumsplatzierung. 65 Teilnehmer, davon 37 in der Wertung. Ausgeschieden u. a.: Marc Girardelli (LUX), Günther Mader (AUT) (beide in der Abfahrt); William Besse (SUI), Stephan Eberharter (AUT), AJ Kitt (USA), Tom Stiansen (NOR), Rainer Salzgeber, Hubert Strolz (beide AUT) (alle im Slalom).
Die Abfahrt wurde wegen zu später Pistenpräparierung erst um 14:40 h gestartet und nach dem Sturz des mit Nr. 05 gefahrenen Mader folgte ein weiterer Unterbruch von 26 Minuten, in dem es eine Neupräparierung gab.

## Frauen

### Abfahrt
| Platz | Land | Sportlerin           | Zeit (min) |
| ----- | ---- | -------------------- | ---------- |
| 1     | CAN  | Kerrin Lee-Gartner   | 1:52,55    |
| 2     | USA  | Hilary Lindh         | 1:52,61    |
| 3     | AUT  | Veronika Wallinger   | 1:52,64    |
| 4     | GER  | Katja Seizinger      | 1:52,67    |
| 5     | AUT  | Petra Kronberger     | 1:52,73    |
| 6     | GER  | Katharina Gutensohn  | 1:53,71    |
| 7     | AUT  | Barbara Sadleder     | 1:53,81    |
| 8     | EUN  | Swetlana Gladyschewa | 1:53,85    |
| 9     | GER  | Miriam Vogt          | 1:53,89    |
| 10    | SUI  | Heidi Zurbriggen     | 1:54,04    |
|       |      |                      |            |
| 13    | SUI  | Heidi Zeller-Bähler  | 1:54,73    |
| 18    | GER  | Michaela Gerg        | 1:54,99    |
| 21    | SUI  | Marlis Spescha       | 1:55,83    |

Datum: 15. Februar, 12:15 Uhr

Piste: „Roc de Fer“, Méribel

Start: 2260 m, Ziel: 1432 m

Höhendifferenz: 828 m, Streckenlänge: 2770 m

Tore: 40
Sabine Ginther (AUT) konnte (wie bereits in der Kombinationsabfahrt) nicht antreten, nachdem sie sich am zweiten Trainingstag nach einem Sturz einen Lendenwirbel gebrochen hatte. Damit ging die österreichische Mannschaft mangels Ersatzes mit nur drei Fahrerinnen in das Rennen, was für den großen Österreichischen Skiverband als Mitglied des nationalen Österreichischen Olympischen Komitees bezüglich Olympiabesetzungen ein Novum war (nur vergleichbar mit den Weltmeisterschaften 1987, als – ebenfalls verletzungsbedingt – der Damen-Riesenslalom mit nur drei Fahrerinnen hatte ausgestattet werden können).

Siegerin Lee-Gartner gewann nie ein Weltcup-Rennen.
30 Teilnehmerinnen, davon 29 in der Wertung. Ausgeschieden: Chantal Bournissen (SUI).

### Super-G
| Platz | Land | Sportlerin          | Zeit (min) |
| ----- | ---- | ------------------- | ---------- |
| 1     | ITA  | Deborah Compagnoni  | 1:21,22    |
| 2     | FRA  | Carole Merle        | 1:22,63    |
| 3     | GER  | Katja Seizinger     | 1:23,19    |
| 4     | AUT  | Petra Kronberger    | 1:23,20    |
| 5     | AUT  | Ulrike Maier        | 1:23,35    |
| 6     | CAN  | Kerrin Lee-Gartner  | 1:23,76    |
| 7     | GER  | Michaela Gerg       | 1:23,77    |
| 8     | USA  | Eva Twardokens      | 1:24,19    |
| 9     | AUT  | Anita Wachter       | 1:24,20    |
| 10    | SUI  | Zoë Haas            | 1:24,31    |
| 11    | SUI  | Heidi Zeller-Bähler | 1:24,51    |
|       |      |                     |            |
| 14    | GER  | Regine Mösenlechner | 1:24,85    |
| 15    | AUT  | Barbara Sadleder    | 1:24,91    |
| 18    | GER  | Miriam Vogt         | 1:25,40    |
| 30    | LIE  | Birgit Heeb         | 1:27,22    |

Datum: 18. Februar, 12:15 Uhr

Piste: „Corbey“, Méribel

Start: 1930 m, Ziel: 1432 m

Höhendifferenz: 498 m, Streckenlänge: 1510 m

Tore: 45
59 Teilnehmerinnen, davon 48 in der Wertung. Ausgeschieden u. a.: Chantal Bournissen (SUI), Merete Fjeldavlie (NOR), Urška Hrovat (SLO), Astrid Lødemel (NOR), Julie Parisien (USA), Špela Pretnar (SLO), Diann Roffe-Steinrotter (USA), Heidi Zurbriggen (SUI).

### Riesenslalom
| Platz | Land | Sportlerin              | Zeit (min) |
| ----- | ---- | ----------------------- | ---------- |
| 1     | SWE  | Pernilla Wiberg         | 2:12,74    |
| 2     | AUT  | Anita Wachter           | 2:13,71    |
| 2     | USA  | Diann Roffe-Steinrotter | 2:13,71    |
| 4     | AUT  | Ulrike Maier            | 2:13,77    |
| 5     | USA  | Julie Parisien          | 2:14,10    |
| 6     | FRA  | Carole Merle            | 2:14,24    |
| 7     | USA  | Eva Twardokens          | 2:14,47    |
| 8     | GER  | Katja Seizinger         | 2:14,96    |
| 9     | AUT  | Sylvia Eder             | 2:15,05    |
| 10    | SWE  | Kristina Andersson      | 2:15,23    |
| 11    | GER  | Christina Meier-Höck    | 2:15,33    |
|       |      |                         |            |
| 14    | GER  | Traudl Hächer           | 2:26,13    |
| 17    | SUI  | Corinne Rey-Bellet      | 2:17,59    |
| 18    | SUI  | Zoë Haas                | 2:17,89    |

Datum: 19. Februar, 10:00 Uhr (1. Lauf), 14:00 Uhr (2. Lauf)

Piste: „Corbey“, Méribel

Start: 1830 m, Ziel: 1432 m

Höhendifferenz: 398 m, Streckenlänge: 1320 m

Tore: 48 (1. Lauf), 50 (2. Lauf)
Deborah Compagnoni, am Vortag Siegerin im Super-G, erlitt bei einem Sturz einen Beinbruch. Ulrike Maier hatte wie im Jahr zuvor bei der WM nach dem ersten Lauf geführt und wurde noch von Wiberg überholt. Ein kleineres Pech widerfuhr der „Titelverteidigerin“ Vreni Schneider, bei der ein Skistock brach.
69 Teilnehmerinnen, davon 44 in der Wertung. Ausgeschieden u. a.: Deborah Compagnoni, Bibiana Perez (beide ITA), Astrid Lødemel (NOR), Petra Kronberger (AUT), Špela Pretnar (SLO), Vreni Schneider, Heidi Zurbriggen (beide SUI), Birgit Heeb (LIE) (alle erster Lauf); Michaela Gerg (GER), Lara Magoni (ITA), Ylva Nowén (SWE), Christelle Guignard (FRA), Katjuša Pušnik (SLO) (alle zweiter Lauf).

### Slalom
| Platz | Land | Sportlerin             | Zeit (min) |
| ----- | ---- | ---------------------- | ---------- |
| 1     | AUT  | Petra Kronberger       | 1:32,68    |
| 2     | NZL  | Annelise Coberger      | 1:33,10    |
| 3     | ESP  | Blanca Fernández Ochoa | 1:33,35    |
| 4     | USA  | Julie Parisien         | 1:33,40    |
| 5     | AUT  | Karin Buder            | 1:33,68    |
| 6     | FRA  | Patricia Chauvet       | 1:33,72    |
| 7     | SUI  | Vreni Schneider        | 1:33,96    |
| 8     | NOR  | Anne Berge             | 1:34,22    |
| 9     | SUI  | Katrin Neuenschwander  | 1:34,28    |
| 10    | SLO  | Urška Hrovat           | 1:34,50    |
|       |      |                        |            |
| 13    | SUI  | Christine von Grünigen | 1:35,73    |
| 15    | GER  | Martina Ertl           | 1:36,41    |

Datum: 20. Februar, 10:00 Uhr (1. Lauf), 14:00 Uhr (2. Lauf)

Piste: „Corbey“, Méribel

Start: 1620 m, Ziel: 1432 m

Höhendifferenz: 190 m, Streckenlänge: 480 m

Tore: 58 (1. Lauf), 56 (2. Lauf)
63 Teilnehmerinnen, davon 42 in der Wertung. Ausgeschieden u. a.: Florence Masnada (FRA), Veronika Šarec (SLO), Zali Steggall (AUS), Eva Twardokens (USA), Pernilla Wiberg (SWE), Bibiana Perez (ITA) (alle 1. Lauf); Nataša Bokal (SLO), Monika Maierhofer, Claudia Strobl (beide AUT), Annick Bonson (SUI) (alle 2. Lauf).
Kronbergers Goldmedaille war die erste Goldmedaille bei einem Olympiaslalom für das Damenteam von Österreich.

### Kombination
| Platz | Land | Sportlerin          | Pkt. A      | Pkt. S       | Pkt. Total |
| ----- | ---- | ------------------- | ----------- | ------------ | ---------- |
| 1     | AUT  | Petra Kronberger    | 00,00 (1.)  | 002,55 (3.)  | 002,55     |
| 2     | AUT  | Anita Wachter       | 17,58 (11.) | 001,81 (2.)  | 019,39     |
| 3     | FRA  | Florence Masnada    | 15,46 (9.)  | 005,92 (5.)  | 021,38     |
| 4     | SUI  | Chantal Bournissen  | 13,46 (7.)  | 011,52 (6.)  | 024,98     |
| 5     | NOR  | Anne Berge          | 35,28 (21.) | 000,00 (1.)  | 035,28     |
| 6     | CAN  | Michelle McKendry   | 18,45 (13.) | 020,57 (7.)  | 039,02     |
| 7     | SLO  | Nataša Bokal        | 39,64 (24.) | 002,96 (4.)  | 042,60     |
| 8     | TCH  | Lucia Medzihradská  | 25,55 (16.) | 021,88 (9.)  | 047,43     |
| 9     | GER  | Miriam Vogt         | 18,82 (14.) | 029,70 (11.) | 048,52     |
| 10    | FRA  | Régine Cavagnoud    | 28,92 (18.) | 022,21 (10.) | 051,13     |
|       |      |                     |             |              |            |
| 14    | SUI  | Heidi Zeller-Bähler | 13,21 (6.)  | 055,86 (17.) | 069,07     |
| 20    | LIE  | Birgit Heeb         | 38,14 (23.) | 126,11 (21.) | 164,25     |

Datum: 12. Februar, 12:15 Uhr (Abfahrt)
13. Februar, 10:00 Uhr / 14:00 Uhr (Slalom)
Abfahrtsstrecke: „Corbey“, Méribel

Start: 2080 m, Ziel: 1432 m

Höhendifferenz: 648 m, Streckenlänge: 2200 m

Tore: 30
Slalomstrecke: „Corbey“, Méribel

Start: 1572 m, Ziel: 1432 m

Höhendifferenz: 140 m

Tore: 43 (1. Lauf), 43 (2. Lauf)
40 Teilnehmerinnen, davon 22 in der Wertung. Ausgeschieden u. a.: Merete Fjeldavlie (NOR), Michaela Gerg (GER), Regina Häusl (GER), Kerrin Lee-Gartner (CAN), Ulrike Maier (AUT), Katja Seizinger (GER), Warwara Selenskaja (RUS), Zali Steggall (AUS), Heidi Zurbriggen (SUI).

Wie dann auch in der Spezialabfahrt, war Österreich nach der Verletzung von Sabine Ginther mit nur drei Damen angetreten (dabei war Ulrike Maier auch nur eine Art „Notnagel“ gewesen, die erst durch Trainer Raimund Berger hatte überredet werden müssen).